# دوریس کنیون
دوریس کنیون (انگلیسی: Doris Kenyon; زاده ۵ سپتامبر ۱۸۹۷ – درگذشته ۱ سپتامبر ۱۹۷۹) یک هنرپیشه، و خواننده اهل ایالات متحده آمریکا بود.

## نگارخانه

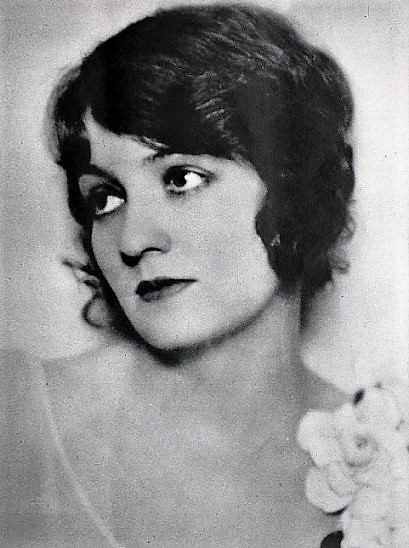

## گزیده فیلمشناسی
از فیلم‌ها یا برنامه‌های تلویزیونی که وی در آن نقش داشته‌است می‌توان به آثار زیر اشاره کرد.
- تداخل (فیلم) (۱۹۲۸)
- الکساندر همیلتون (فیلم) (۱۹۳۱)
- ولتر (فیلم) (۱۹۳۳)
- مردی با نقاب آهنین (فیلم ۱۹۳۹) (۱۹۳۹)